# Ács Dominika
Ács Dominika (Ajka, 1995. április 20. –) Junior Prima-díjas magyar fuvolista, énekes, zeneszerző.

## Életrajz
A Liszt Ferenc zeneakadémián végzett fuvolistaként. Még első évesen különdíjat nyert az I. Házi Fuvolaversenyen. Harmadévesen Bank of China ösztöndíjban részesült. Korábban a Weiner Leó Konzervatóriumban tanult. Tanára Horgas Eszter volt. Mellékszakon magánéneket tanult. Részt vett Adorján András, Jóföldi Anett, valamint Kovács Lóránt (fuvolaművész) fuvola mesterkurzusain. A Weiner Leó Zeneiskola és Zeneművészeti Szakközépiskola tanulójaként Budapesten 2012- és 2013-ban a Budapesti Vonósok kíséretével, 2011-ben Prágában pedig a Prágai Szimfonikusokkal játszott. A Classy-Call Band tagja, mely 2012-ben a 7 boszorka van koncert-show-n előzenekarként mutatkozhatott be a Margitszigeti Szabadtéri Színpadon. Szerepelt a 2012-es Csillag születik tehetségkutató műsor 4. válogatójában. 2013-ban a Pesti Magyar Színházban bemutatott Vérnász című darab zenéjét Horgas Ádámmal együtt szerezte és ő tanította be az énekeket a színészeknek. 2015-ben a Budapesten megrendezett női kézilabda Final Four megnyitó ünnepségén játszott.